# Kiikoinen

Wappen von Kiikoinen

Kiikoinen [ˈkiːkoi̯nen] (schwedisch Kikois) war eine ländliche Gemeinde mit 1245 Einwohnern (Stand 31. Dezember 2012) in Westfinnland. Sie liegt rund 50 km westlich der Hafenstadt Pori und 70 km östlich von Tampere an der Staatsstraße 11. Historisch zählt Kiikoinen zur Landschaft Pirkanmaa, mit der finnischen Verwaltungsreform 1997 wurde es der Landschaft Satakunta zugeschlagen. 2013 wurde Kiikoinen nach Sastamala eingemeindet und wechselte somit in die Landschaft Pirkanmaa. 
Der Ort bedeckt eine Fläche von 144,34 km², davon sind 6,29 km² Binnenwasserfläche. Die ehemals selbstständige Gemeinde hatte die Gemeindenummer 254. Zum Zeitpunkt der Auflösung der Gemeinde am 31. Dezember 2012 hatte sie 1245 Einwohner, die Bevölkerungsdichte betrug 9,0 Ew./km².
Kiikoinen gehörte lange zum westlich gelegenen Kirchspiel Kiika und wurde 1847 als Kirchengemeinde selbständig; die hölzerne Pfarrkirche wurde 1851 nach Plänen von Pehr Johan Gylich erbaut. Die politische Gemeinde bestand seit 1922 und umfasste neben dem Kirchdorf Kiikoinen die Orte Jaara, Kuorsumaa, Niemenmaa, Myöntee, Rautu, Jylhänmaa, Nevanperä, Hongistonmaa und Tervahauta. Der Siedlungsschwerpunkt liegt am Westufer des Sees Kiikoisjärvi.
Größter Arbeitgeber ist neben der Gemeindeverwaltung das Werk des Landmaschinenherstellers Potila Oy, daneben gibt es wenige mittelständische Handwerksbetriebe. Jeden Sommer wird in Kiikoinen das Folklorefestival  Festival Purpurijuhlat veranstaltet, dass einige tausend Besucher anzieht.